# Agapetus anatolicus
Agapetus anatolicus är en nattsländeart som först beskrevs av Cakin 1983.  Agapetus anatolicus ingår i släktet Agapetus och familjen stenhusnattsländor. Inga underarter finns listade i Catalogue of Life.